# 宋洁涵
宋洁涵（1914年2月26日—2002年12月），原名宋万清，曾用名石萍。奉天（今辽宁）灯塔县铧子镇半拉山子村人，中华人民共和国政治人物。第二届全国人大代表，中共八大代表。

## 生平
参加一二九运动。1936年6月在北平加入中华民族解放先锋队，参加革命，参加了东北大学护校斗争。1937年6月加入中国共产党。
1937年9月，任太谷县县委宣传部长、县委书记、团政委、地委宣传部部长、太岳区特委组织科长等职。
1945年10月回到辽宁省任地委委员兼宣传部部长。1946年1月，任辽阳县委书记。1946年7月任辽南地委常委、组织部长。1948年11月任辽阳市委书记。
1954年3月任长春市委副书记、第二书记、第一书记，吉林市委书记兼革委会副主任、第一书记，吉林省委副书记、书记，中共吉林省顾问委员会副主任。1990年离职休养。